# Sabana de Bogotá
La sabana de Bogotá es una subregión ubicada en el centro geográfico de Colombia, sobre la Cordillera Oriental, en la parte sur del altiplano cundiboyacense, la altiplanicie más extensa de los Andes colombianos, con una altura media de 2650 m s. n. m.
La Sabana de Bogotá es considerada una sabana montañosa.

## Historia
El río Bogotá, que le da su nombre actual a la subregión, la recorre de norte a sur y se precipita en sus estribaciones formando el Salto del Tequendama, la cascada que, según la Mitología Muisca, se formó cuando Bochica rompió la roca para que se precipitaran por allí las aguas que habían inundado la tierra. Los ríos tributarios del Bogotá forman valles fértiles donde se encuentran poblaciones florecientes.
La subregión fue bautizada "El Valle de los Alcázares" por Gonzalo Jiménez de Quesada debido al gran número de aldeas Muiscas construidas en bohíos que a su llegada se extendían sobre la planicie.

## Reservas naturales

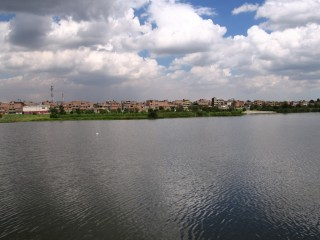
Humedal Tibabuyes.

La Sabana de Bogotá posee un sistema de lagunas naturales y ciénagas que funcionan como reguladores de la humedad. Actuando como "esponjas" de los caudales del río Bogotá y sus afluentes, sirven como depósitos y reservorios naturales para la recolección de aguas pluviales y son un sistema natural de filtración y depuración del agua. Además, constituyen una destacada reserva de flora y fauna de la región. 
Las ciénagas o humedales más importantes en la ciudad de Bogotá son: 
La Conejera, El Burro, Jaboque, Santa María del Lago, Tibabuyes, Córdoba y Guaymaral. Y en el área metropolitana, la Laguna de la Herrera, el Humedal Gualí-Tres esquinas, el sistema de humedales del municipio de Soacha, entre otros.

## Límites geográficos
La Sabana de Bogotá está bordeada por una cadena montañosa que forma parte de la Cordillera Oriental cuyos puntos más sobresalientes son el Cerro el Majuy al oeste, los cerros de Guadalupe y Monserrate al este, el Páramo de Sumapaz al sureste.
Está conformada por las provincias cundinamarquesas de Sabana Centro y Sabana de Occidente, además de la zona norte, occidente y sur de Distrito Capital de Bogotá, incluyendo la mayor parte de la ciudad y algunas veredas circundantes en las localidades de Suba, Engativá, Fontibón y Kennedy.
Limita al norte con las provincias del Valle de Ubaté y Rionegro, al occidente con las provincias de Gualivá y Tequendama, al sur con la provincia del Sumapaz y el páramo de Sumapaz y al oriente con las provincias de Oriente, Guavio y Almeidas.

## Poblaciones

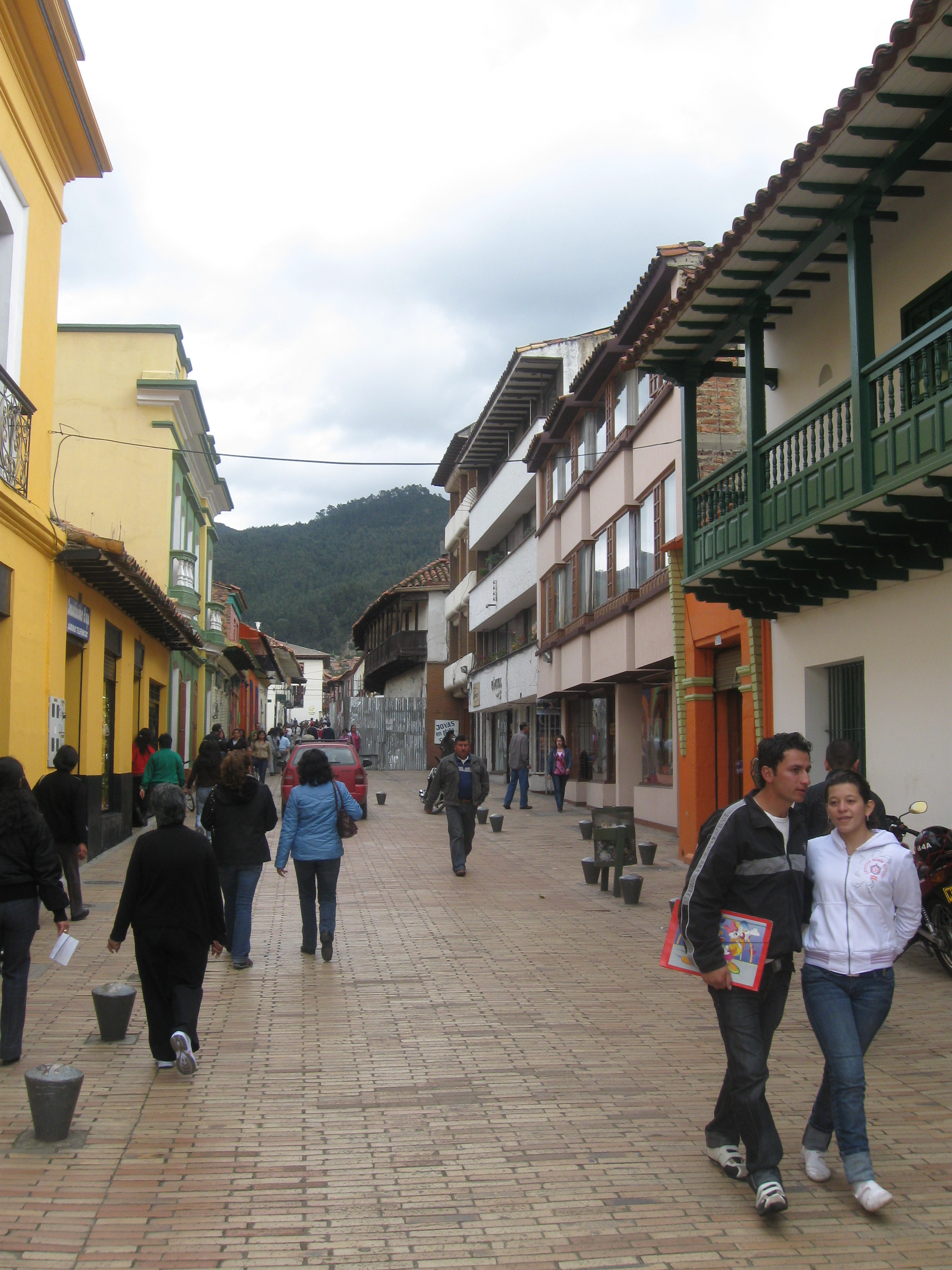
Calle de Zipaquirá.

Las principales poblaciones de la sabana de Bogotá, además de la ciudad de Bogotá, son Mosquera, Madrid, Funza, Facatativá, Subachoque, El Rosal, Cota, Chía, Cajicá, Zipaquirá, Cogua, Nemocón, Sibaté, Soacha, Sopó, Tabio, Tenjo, Tocancipá, Gachancipá, Sesquilé, Suesca, Chocontá y Guatavita.

## Clima
Tiene una temperatura promedio de 9 °C, que puede oscilar entre los -12 °C y los 26 °C. Las temporadas secas y lluviosas se alternan durante todo el año; los meses más secos son diciembre, enero, febrero y marzo; durante los meses más lluviosos, abril, mayo, septiembre, octubre y noviembre la temperatura es más estable, con oscilaciones entre los 6-8 °C y los 18-20 °C. Junio, julio y agosto son los meses de fuertes vientos y mayor oscilación de la temperatura; durante el alba se suelen presentar temperaturas de hasta 10 °C.Es la zona habitada del país con las temperaturas más bajas.
Estas condiciones son muy variables debido a los fenómenos de El Niño y La Niña, que se dan en la cuenca del océano Pacífico y producen cambios climáticos muy fuertes.

## Arte rupestre
La Sabana de Bogotá posee importantes evidencias de poblamiento milenario. Entre ellas se destaca el arte rupestre, representado en pinturas y grabados realizados sobre rocas hace cientos o, posiblemente, miles de años. Hasta el momento, no se ha comprobado su atribución a la cultura prehispánica muisca.